# Urkovići
Urkovići (cyr. Урковићи) – wieś w Bośni i Hercegowinie, w Republice Serbskiej, w gminie Bratunac. W 2013 roku liczyła 460 mieszkańców.